# Hemitriccus cohnhafti
El titirijí de Acre (Hemitriccus cohnhafti), es una especie de ave paseriforme de la familia Tyrannidae perteneciente al numeroso género Hemitriccus. Es endémico de una zona restringida en la Amazonia occidental.

## Descripción
La cabeza y nuca son oliva verdoso, con la corona cubierta de estrías oscuras. La face es pardo amarillenta, particularmente en las auriculares, lorum y alrededor de los ojos. El dorso, hasta las cobertoras superiores de la cola, es verde oscuro apagado. La garganta y pecho, incluyendo alguna extensión posterior hacia los flancos, son verde oliva, con distintivas estrías crema amarillentas. El vientre superior y los flancos del mismo color del pecho. Desde el medio vientre hasta las cobertoras inferiores de la cola es amarillo azufre. Las primarias y secundarias son negruzcas con las aspas externas bordeadas de amarillo (más ancho en las secundarias) y las aspas internas bordeadas de estrecho blancuzco. El álula, las cobertoras mayores y menores son negros pero notoriamente bordeadas de leonado amarillento, resultando en dos barras alares distinguidas y un panel alar constrastante, formado por los bordes bronceados de las secundarias, visible en las alas dobladas. Cobertoras inferiores de las alas amarillo azufre. La cola es ajada, con las rectrices negruzcas con aspas internas verdoso oscuro. El iris es crema, el maxilar negro y la mandíbula negruzca con la base crema. Patas y pies grises.
En plumaje y morfología, esta especie se distingue de todas sus congéneres, excepto del titirijí de Snethlage (Hemitriccus minor) y del titirijí boliviano (Hemitriccus spodiops) por sus narinas grandes, redondas y expuestas, y por el culmen arqueado. También se distingue de todas las poblaciones de H. minor por sus plumas pardo amarillentas de la región loral y supraloral, y las más distintivas barras en las alas. Es más similar, pero de diagnóstico diferente de H. spodiops por sus plumas más cortas en la corona (H. spodiops tiene una apariencia más crestuda); el color base de la corona es esencialmente unicolor con el dorso oliva más oscuro y apagado.  Se distingue bastante por tener dos barras en las alas, bronceadas (indistintas en H. spodiops), un panel pálido, con bordes bronceados en las secundarias (las secundarias son bordeadas de verde amarillento en H. spodiops), y una coloración pardo amarillenta confinada a las regiones loral y supraloral contrastando con el resto de la face.

## Distribución y hábitat
Su distribución se restringe a la región de triple frontera Brasil-Bolivia-Perú, cerca del Río Acre, en el sureste del estado de Acre y adyacente sureste de Perú (Madre de Dios). Se puede esperar que la nueva especie será probablemente encontrada en el departamento de Pando en Bolivia ya que el río Acre, con aproximadamente 100 m de ancho, no representa una barrera a su dispersión. Además de la localidad tipo ya fue registrado en el municipio de Rio Branco, a 161 km de aquella.
Habita principalmente en el sotobosque de bordes de bosques y crecimientos secundarios, un hábitat mejor descrito por el término local capoeira, para montes bajos en regeneración. El bosque es claramente secundario, pero también crece en suelos arenosos, pobres en nutrientes. Este tipo de suelo soporta una vegetación boscosa atrofiada (el dosel no pasa de 5 a 12 m con unos pocos árboles dispersos sobresalientes) compuesta principalmente de arbolillos de troncos finos y vegetación herbácea. Las áreas más bajas son pobremente drenadas, con densos fragmentos de plantas aroideas del género Arum cubriendo la mayor parte del suelo. La mayoría de los árboles y arbustos parecen ser leguminosas con algunos manchones dispersos de bambú, principalmente del género Guadua.

## Estado de conservación
La especie ha sido calificada como casi amenazada por la Unión Internacional para la Conservación de la Naturaleza (IUCN). Los autores de la descripción consideran que, dado que la especie ocupa al menos algunos hábitats de crecimientos secundarios y bordes de bosque en un paisaje fragmentado, se puede asumir que no hay amenazas inminentes a su supervivencia.

### Amenazas
Sin embargo, las modificaciones antropogénicas rodeando a la localidad tipo (principalmente tala de bosques para ganadería) son extensas y continuas y podrías representar algún nivel de riesgo si confirmado que la zona de distribución de la especie es tan restringida.

## Comportamiento
Como otros miembros de su género, el titirijí de Acre forrajea en el sotobosque, entre 0 y 4 m del suelo y no parece juntarse a bandadas mixtas de otros insectívoros. En la localidad tipo, esta especie estaba notoriamente ausente de bosques altos de tierra firme, ocupados solamente por las especies parientes titirijí flamulado (Hemitriccus flammulatus) y cimerillo crestilargo (Lophotriccus eulophotes); tampoco fue encontrada en los bosques sazonalmente inundados próximos bordeando el río Acre.

### Alimentación
Parece alimentarse de una variedad de artrópodos, que son retirados principalmente de la parte de abajo del follaje vivo, en vuelos ascendentes de menos de 1 m.

### Vocalización
Su canto es un trinado típico, generalmente dado sin nota introductoria, y en intervalos regulares pero ampliamente espaciados. Este canto difiere significativamente del de H. spodiops, siendo de más corta duración, compuesto de menos notas y por tener una frecuencia de pico mucho menor, lo que lo vuelve enteramente diagnosticable. Como la mayoría de los titirijíes, H. cohnhafti tiene una variedad de llamados estructuralmente simples, la mayoría de los cuales parecen servir como señales de contacto entre parejas, o como precursores de vocalizaciones estructuralmente más complejas empleadas durante encuentros agonísticos con especies conespecíficas. La mayoría son de una sola nota «skep» o «kik».

## Sistemática

### Descripción original
La especie H. cohnhafti fue descubierta en 2009 por los ornitólogos Kevin. J. Zimmer y Andrew Whittaker durante trabajos de campo, inicialmente a partir de la diferencia de vocalización y morfología con cualquier otra especie del tipo por ellos conocida; posteriormente, en 2012, con la recolección del holotipo fue finalmente descrita por aquellos y por los ornitólogos brasileños Carla Haisler Sardelli, Edson Guilherme y Alexandre Aleixo en 2013, bajo el mismo nombre científico, que conmemora el ornitólogo Mario Cohn-Haft, la localidad tipo es: «Estrada da Pedreira (10°56'34.5"S;69°28'04.5"O), a 10 km de Assis Brasil, Acre, Brasil, frontera Brasil-Bolivia a cerca de 500 m del Río Acre».
El descubrimiento de esta especie hizo parte de la mayor descripción de nuevas especies en 140 años, cuando, en 2013, 15 nuevas aves amazónicas fueron descritas por científicos de tres instituciones brasileñas: Universidad de São Paulo, Museu Paraense Emílio Goeldi e Instituto Nacional de Pesquisas da Amazônia y una estadounidense: Louisiana State University.

### Taxonomía
El secuenciamiento de ADN obtenido de diez individuos de H. cohnhafti, Hemitriccus spodiops, Hemitriccus zosterops y Hemitriccus minor confirmó la diferenciación de H. cohnhafti y su situación, con alto soporte estadístico, como hermana de H. spodiops (Zimmer et al. 2013).  Estas dos especies, por su vez, fueron halladas como hermanas de H. minor pallens, confirmando análisis anteriores conducidos con ejemplares de H. cohnhafti (Cohn-Haft 2000, Sardelli 2005).
La nueva especie ha sido listada por el Congreso Ornitológico Internacional,  por Clements Checklist/eBird, por el Comité de Clasificación de Sudamérica (SACC) y por el Comité Brasileño de Registros Ornitológicos (CBRO).